# Javier Barbero Gutiérrez
José Javier Barbero Gutiérrez (Burgos, 1961) és un psicòleg clínic espanyol, regidor de l'Ajuntament de Madrid des de 2015.

## Biografia
Nascut el 1961 a Burgos. en la seva joventut va ser ordenat frare de la congregació religiosa dels camils, que va acabar abandonant. Llicenciat en psicologia, es va especialitzar en bioètica i cures pal·liatives.
Va participar en la primera casa d'acollida per a malalts de SIDA a Madrid, impulsada per Càritas.

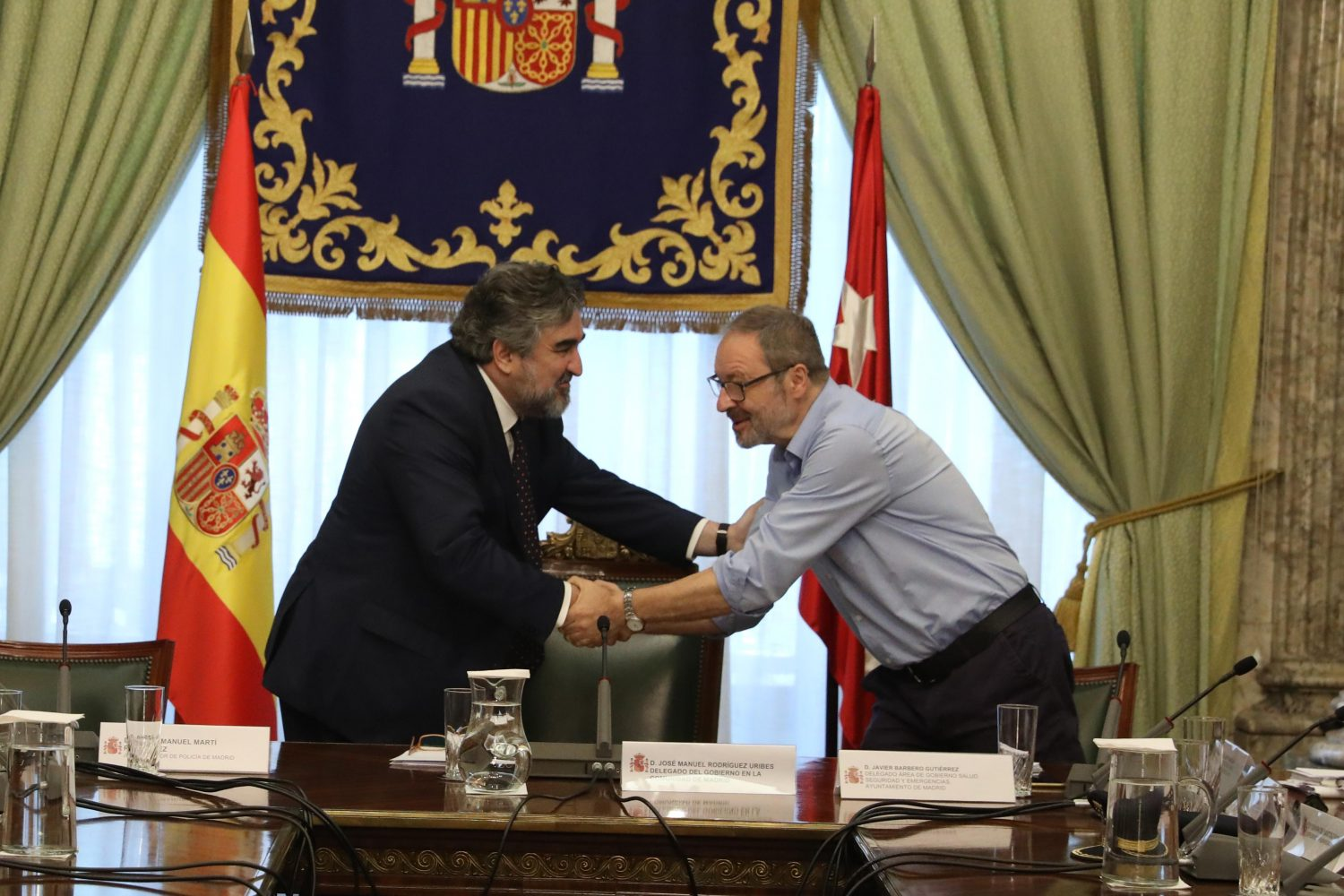
Reunió amb el delegat del Govern José Manuel Rodríguez Uribes per preparar l'operatiu amb motiu de la celebració de l'Orgullo

Barbero, que posseeix un màster en Bioètica per la Universitat Complutense de Madrid (UCM) i és especialista en Direcció Hospitalària per l'Escola d'Alta Direcció i Administració de Barcelona, es va doctorar en psicologia a la Universitat Autònoma de Barcelona (UAB).
Psicòleg clínic al Servei d'Hematologia de l'Hospital de La Paz, va formar part del Cercle de Sanitat de Podem i de Guanyem Madrid, i, inclòs com a candidat al lloc 18 de la llista d'Ara Madrid per a les eleccions municipals de 2015 a Madrid, va resultar elegit regidor de la corporació 2015-2019.
Va entrar a formar part de la Junta de Govern presidida per Manuela Carmena, al capdavant de l'àrea de Seguretat, Salut i Emergències, responsable de la Policia Municipal i del Samur.